# Ломбардоре
Ломба̀рдоре (на италиански: Lombardore; на пиемонтски: Lombardor, Ломбардор) е село и община Метрополен град Торино, регион Пиемонт, Северна Италия. Разположено е на 268 m надморска височина. Към 1 януари 2020 г. населението на общината е 1721 души, от които 79 са чужди граждани.